# Gurkhaland
Gurkhaland és el nom de l'estat proposat pels gurkhes del nord de l'Índia.
Els gurkhes són un nombre important a la regió de Darjeeling, al nord de Bengala Occidental. La idea de crear una terra per als Gurkhes sorgí el 1956/1957, a conseqüència d'una querella lingüística.
Es va crear després el Front d'Alliberament Nacional Gurkha presidit per Subhas Ghising.